# Cybianthus prevostiae
Cybianthus prevostiae är en viveväxtart som beskrevs av J. J. Pipoly. Cybianthus prevostiae ingår i släktet Cybianthus, och familjen viveväxter. Inga underarter finns listade i Catalogue of Life.